# Monteleone di Spoleto
Monteleone di Spoleto ist eine italienische Gemeinde (comune) mit 552 Einwohnern (Stand 31. Dezember 2023) in der Provinz Perugia in Umbrien und Mitglied der Vereinigung I borghi più belli d’Italia (Die schönsten Orte Italiens).

## Geografie

Lage von Polino in der Provinz Terni

Die Gemeinde liegt etwa 69 Kilometer südöstlich der Provinz- und Regionalhauptstadt Perugia am Corno, einem linken Zufluss des Nera, und grenzt unmittelbar an die Provinzen Rieti (Latium) und Terni. Sie liegt in der klimatischen Einordnung italienischer Gemeinden in der Zone E, 2 914 GR/G auf 978 m s.l.m. und hatte 2021 567 Einwohner. 2001 waren es noch 686 Einwohner.
Zu den Ortsteilen gehören Rescia (961 m, ca. 20 Einwohner), Ruscio (786 m, ca. 125 Einwohner) und Trivio (926 m, ca. 80 Einwohner).
Der Hauptort ist unterteilt in drei Terzieri. Das Terziere di San Nicola ist der höchstgelegene und älteste Teil der Altstadt, das Terziere di Santa Maria mit der Kirche San Francesco ist der mittlere Teil, und das Terziere di San Giacomo mit dem Rathaus und der Porta Spoletina der untere Teil der Altstadt.
Die Nachbargemeinden sind Cascia, Ferentillo (TR), Leonessa (RI), Poggiodomo, Sant’Anatolia di Narco und Scheggino.

## Geschichte

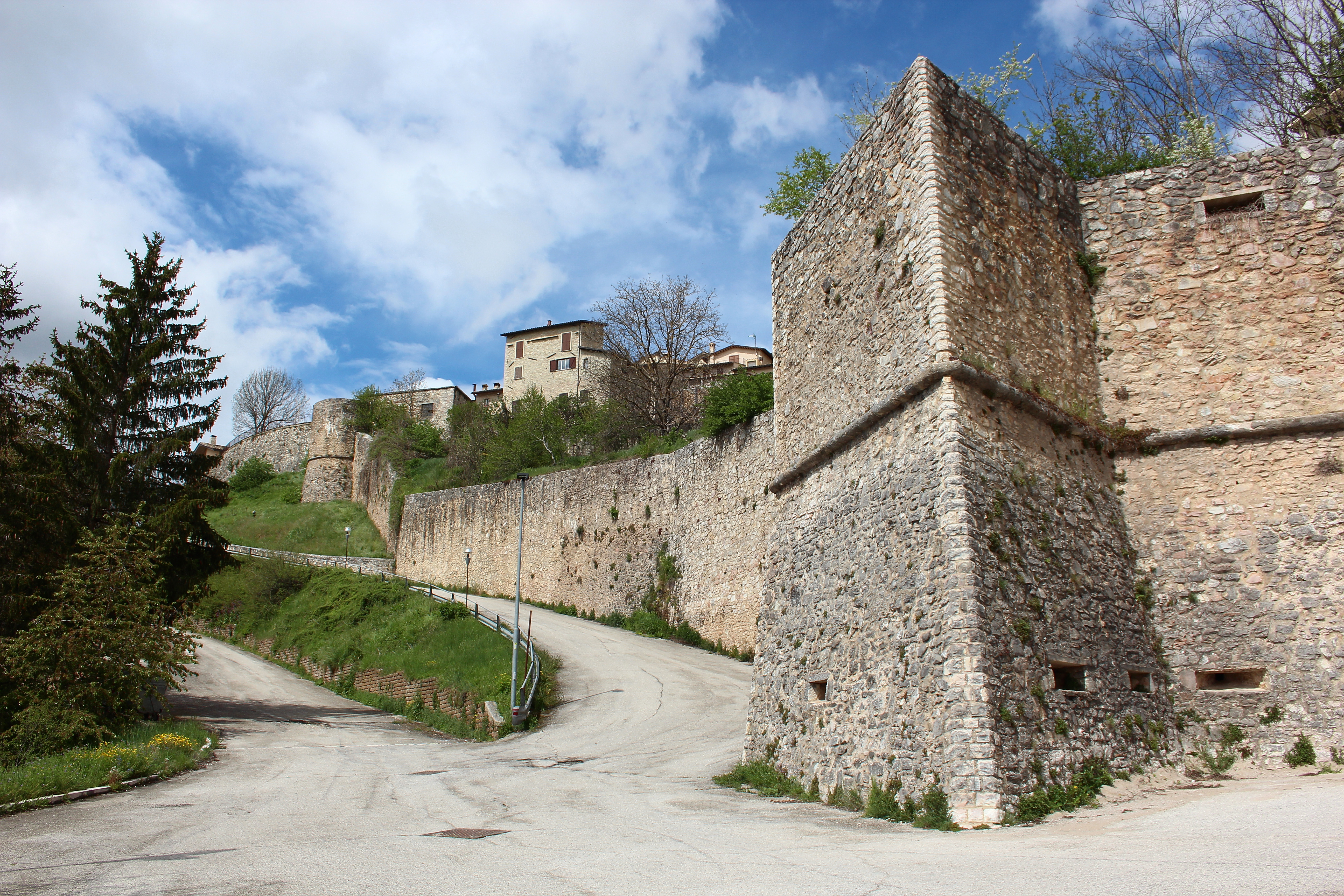
Stadtmauern

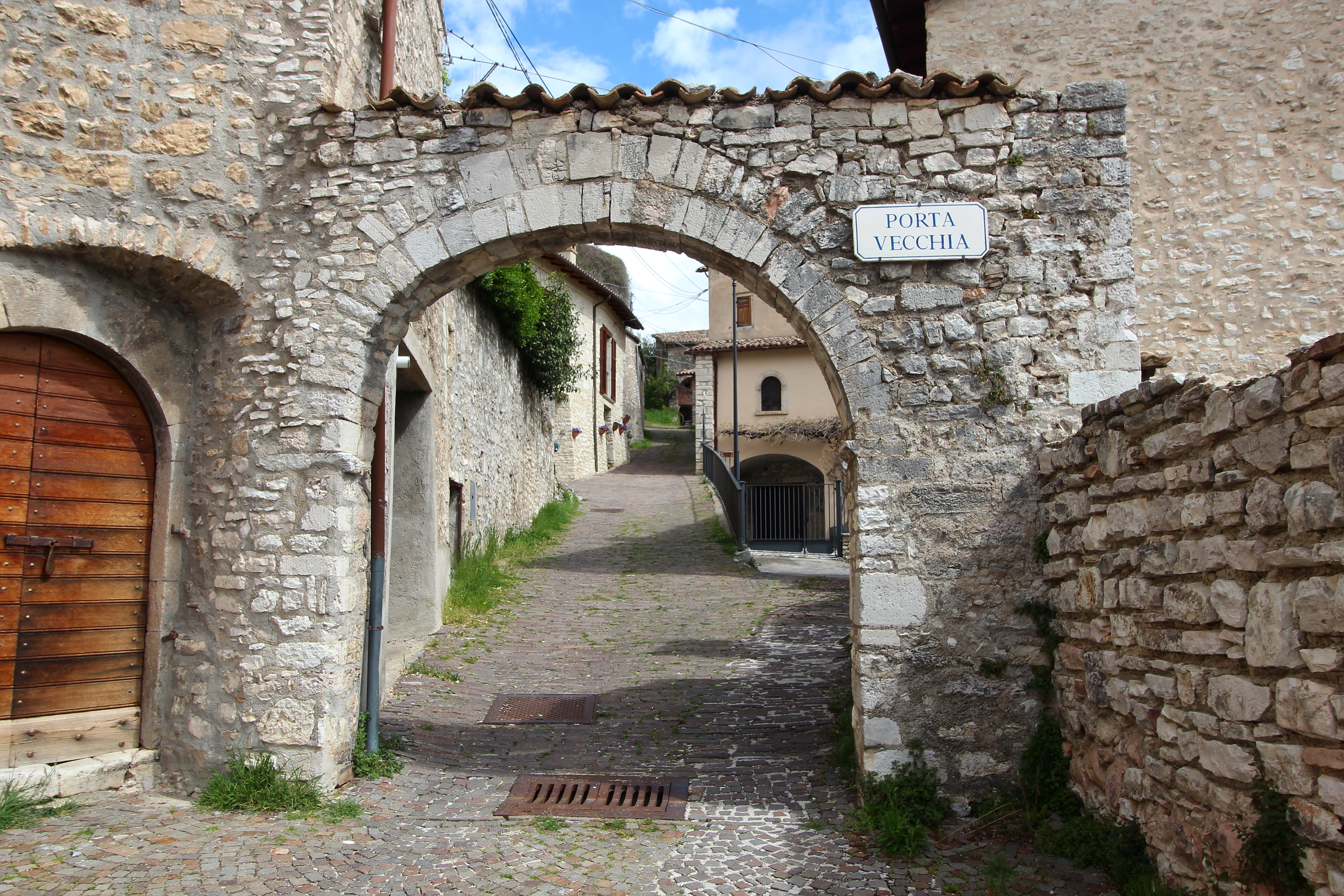
Stadttor Porta vecchia

Der Legende nach durch Achill gegründet, dürfte die erste Siedlung hier spätestens ab dem 6. Jahrhundert vor Christus bestanden haben. Im Ortsteil Trivio sind Siedlungsspuren der Römer erhalten. Um 880 wurde die Burg Castello di Brufa errichtet, die aber 1100 schon wieder zerstört wurde. Aus ihr entstand das heutige Monteleone. Kurzen Bestand hatte die 1535 ausgerufene Republica Montis Leonis. Monteleone ist bekannt als Fundort eines etruskischen Wagens, der auf ungefähr 530 v. Chr. datiert wird. Der Wagen wurde im Jahr 1903 gefunden und ist heute im Bestand des Metropolitan Museum of Art in New York. Im Museo della Biga di Monteleone befindet sich eine Kopie.

## Verkehr
Durch die Gemeinde führt die frühere Strada Statale 471 di Leonessa (heute eine Provinzstraße) von Cascia nach Montereale.

## Söhne und Töchter der Gemeinde
- Gino Reali (* 1948), katholischer Geistlicher und Bischof von Porto-Santa Rufina
- Felice Tedeschi (* 1962), Automobilrennfahrer

## Sehenswürdigkeiten
- Torre dell’Orologio, im 13. Jahrhundert als Zugang zum Terziere di San Nicola entstandener Uhrturm, der als einer der drei Wehrtore der zweiten Stadtmauer diente.[9]
- San Nicola, Pfarrkirche am höchsten Punkt des Ortes im Terziere di San Nicola.[10]
- Madonna del Carmelo, Kirche im Terziere di San Nicola, die im 17. Jahrhundert vergrößert wurde und heute in Privatbesitz ist.[11]
- San Francesco, Kirche im Terziere di Santa Maria aus dem 13. Jahrhundert, die eigentlich der Santa Maria Assunta geweiht ist und durch die Franziskaner um 1280 entstand.[12]
- San Gilberto, 1365 entstandene Kirche im Terziere di Santa Maria.[13]
- San Giovanni Battista, Kirche im Terziere San Giacomo nahe der Porta Spoletina (auch Porta San Giovanni genannt). Die Kirche entstand im 14. Jahrhundert.[14]
- Santa Caterina, Kirchenruine im Terziere San Giacomo, die am Anfang des 14. Jahrhunderts durch die Augustinernonnen aus Norcia entstand und deren Konvent bis 1866 aktiv war.[15]
- Sant’Anna, Kirche im Ortsteil Rescia.
- Sant’Antonio da Padova, Kirche im Ortsteil Ruscio.
- Santa Lucia, Kirche im Ortsteil Ruscio.
- Madonna Addolorata, Kirche im Ortsteil Ruscio.
- Santa Maria de Equo, Kirche im Ortsteil Ruscio.
- Sant’Erasmo, Kirche im Ortsteil Trivio.
- Monteleone di Spoleto ist Abschluss der zweiten Etappe des Pilgerwegs Benediktweg von Norcia über Subiaco nach Montecassino.

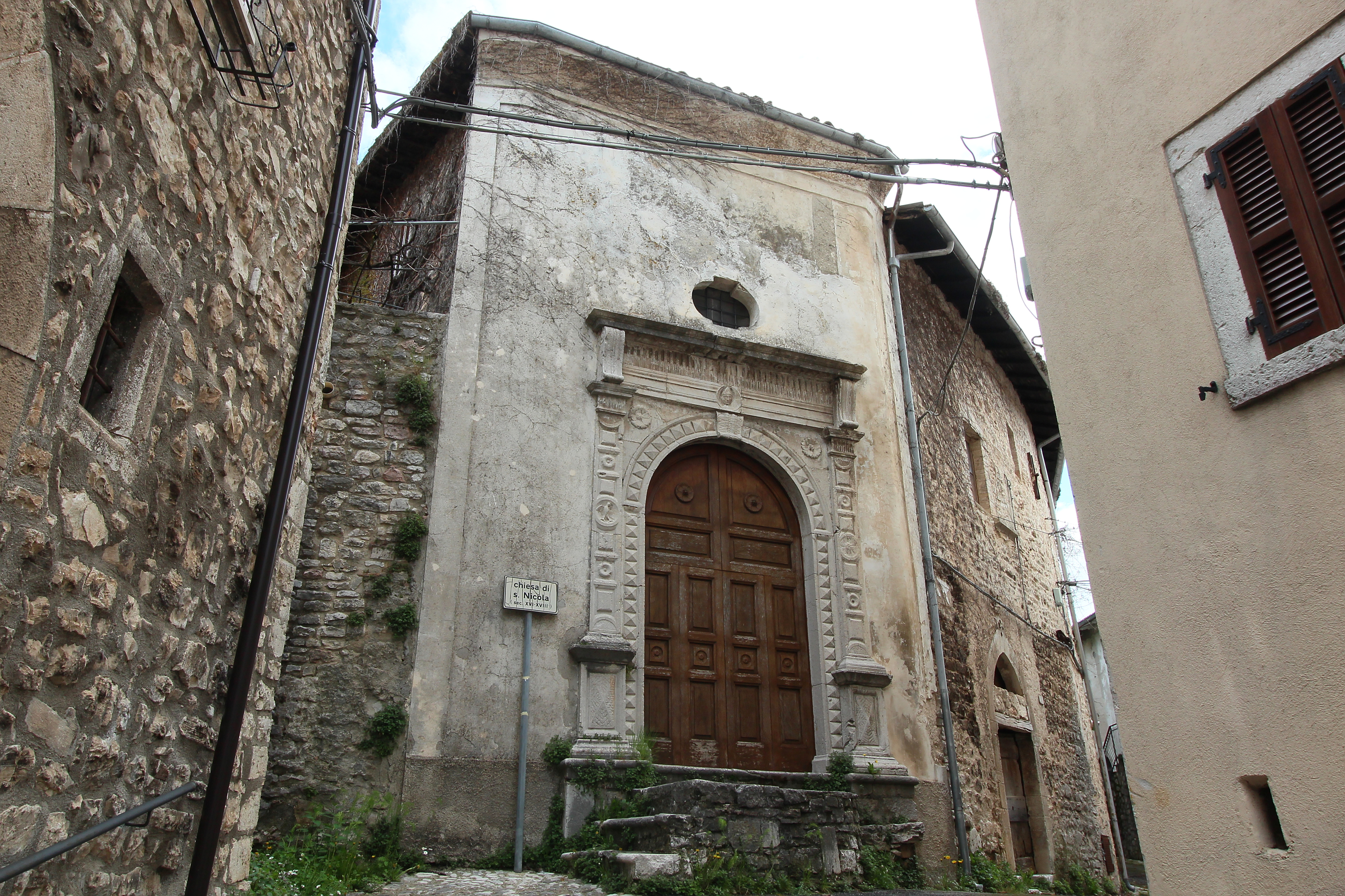
Die Pfarrkirche San Nicola
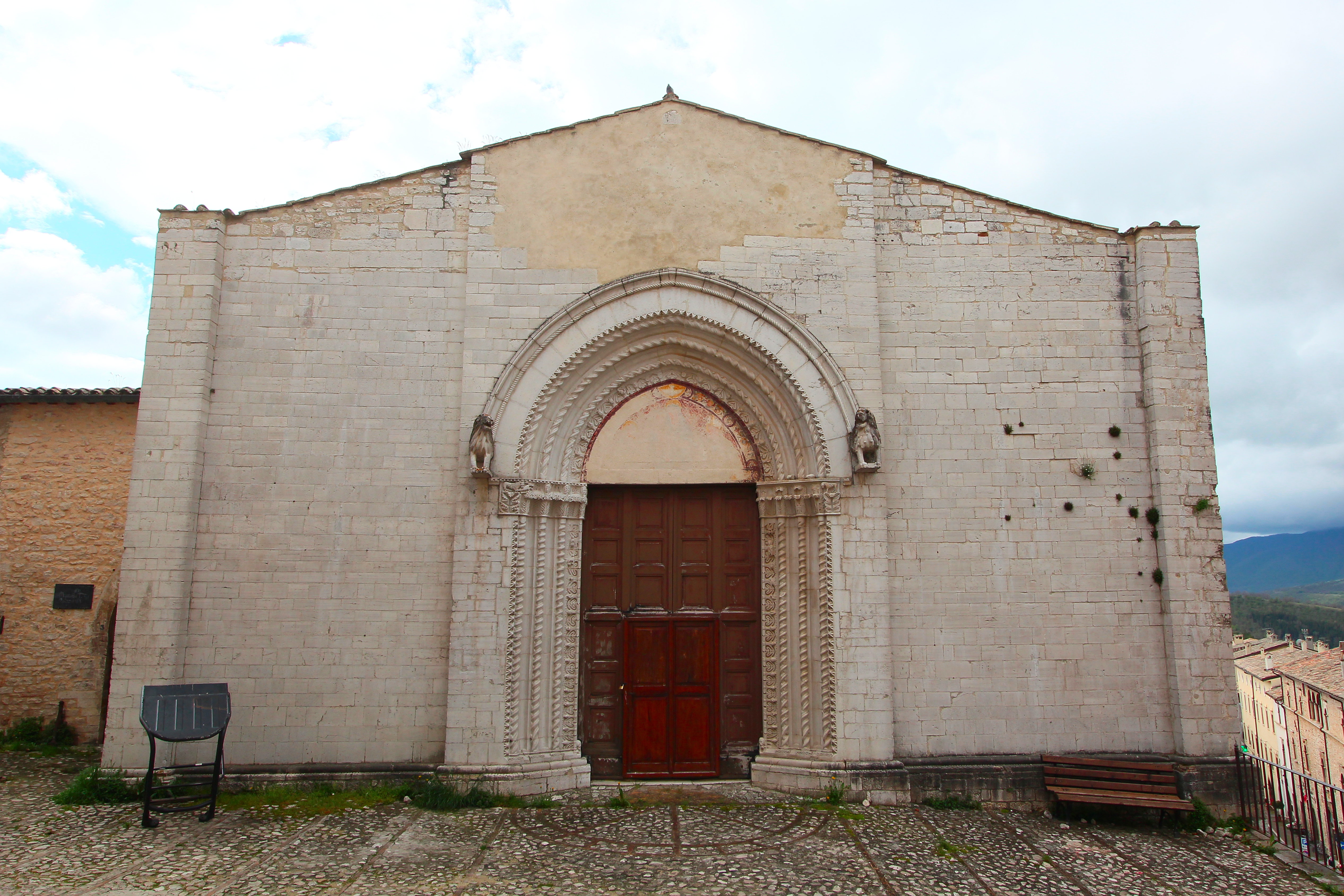
Die Kirche San Francesco
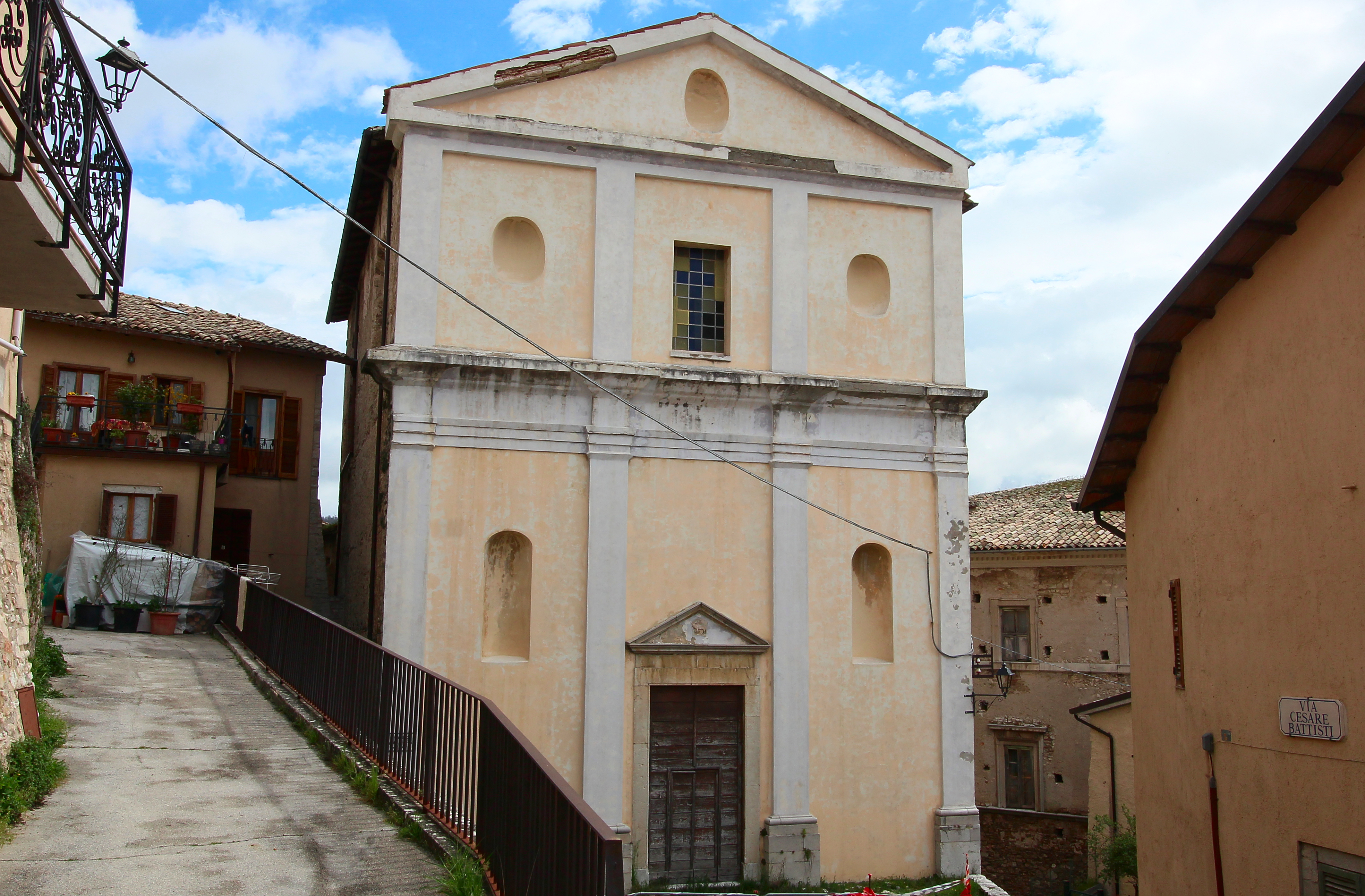
Die Kirche San Gilberto
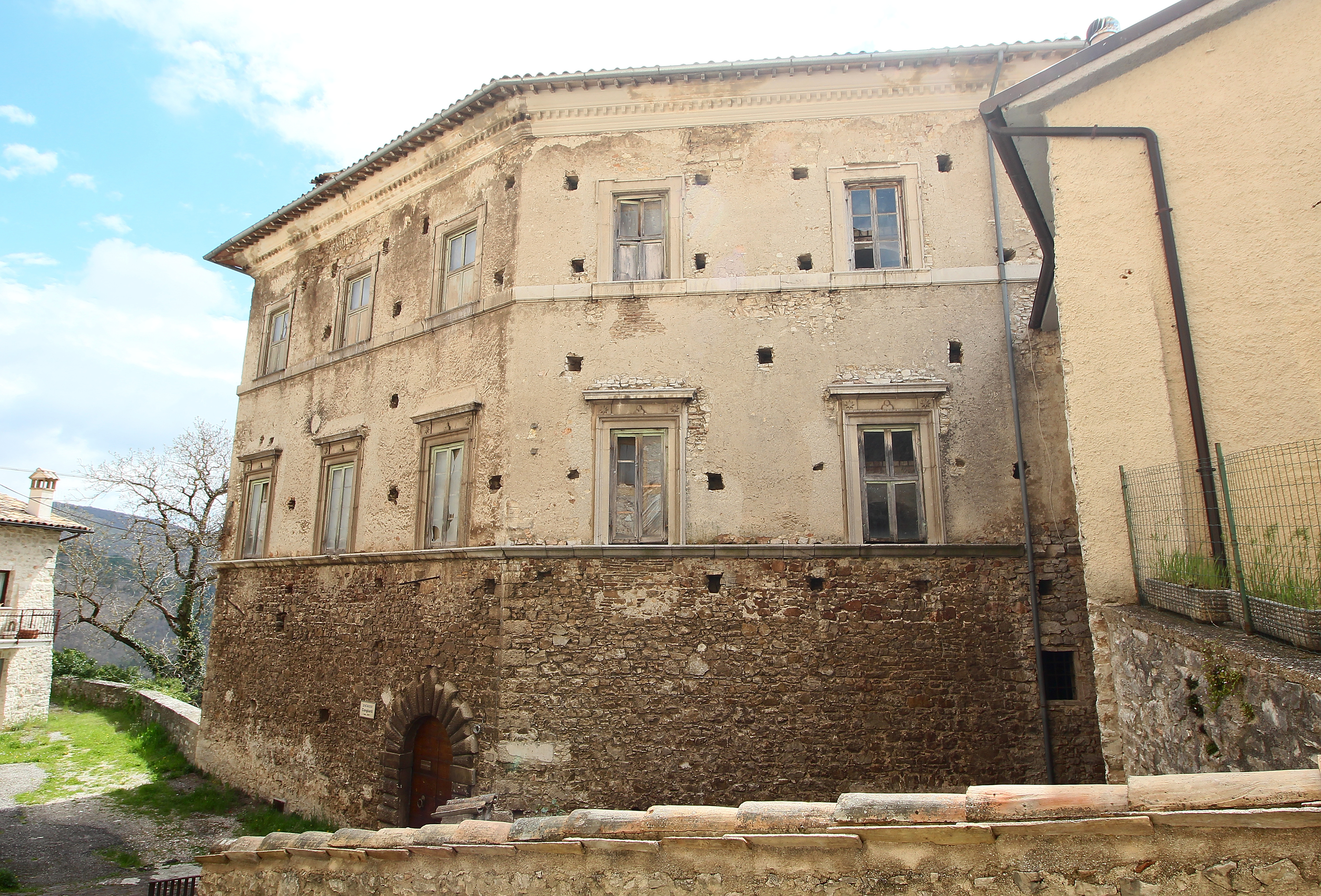
Palazzo Congiunti
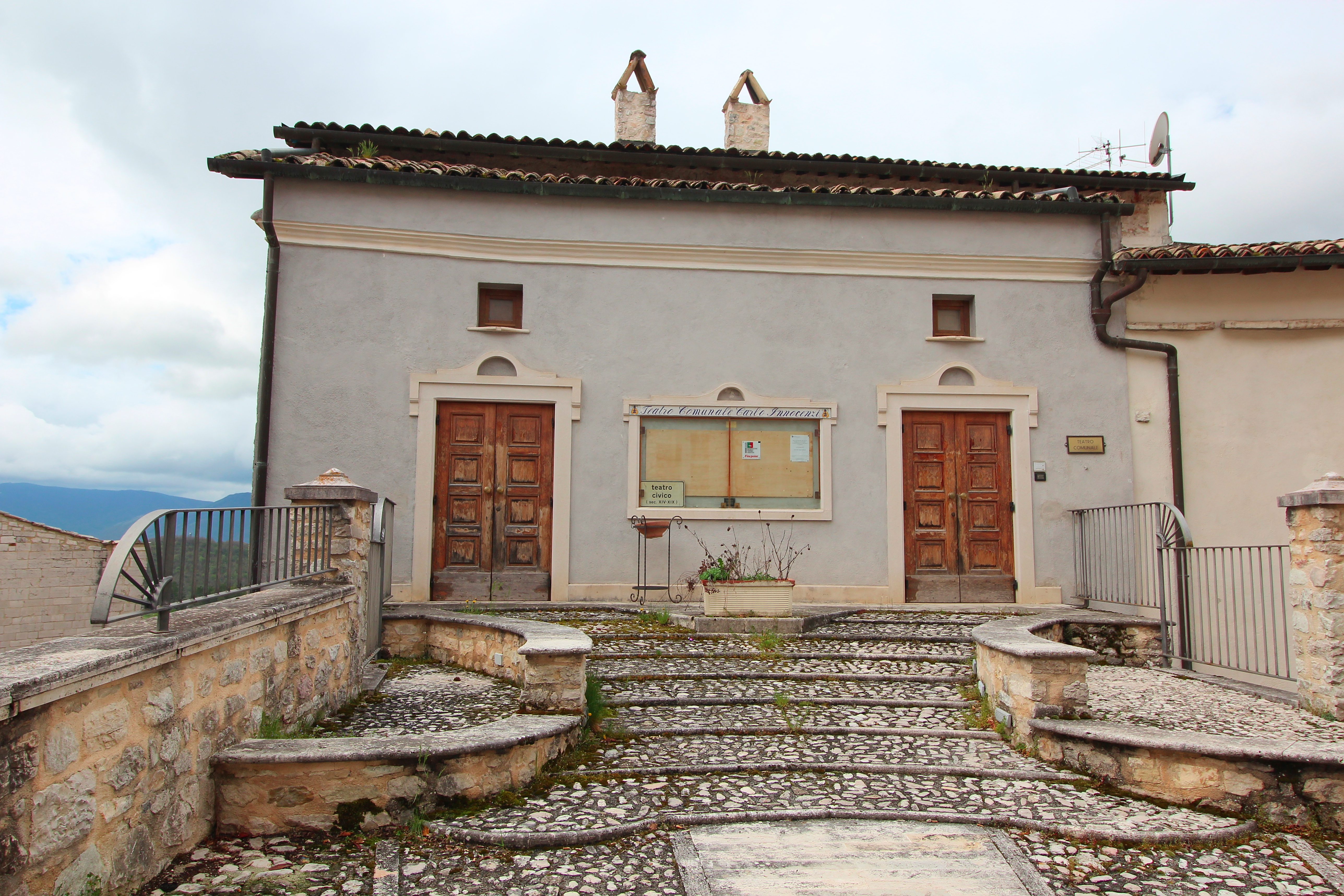
Teatro Comunale Carlo Innocenzi
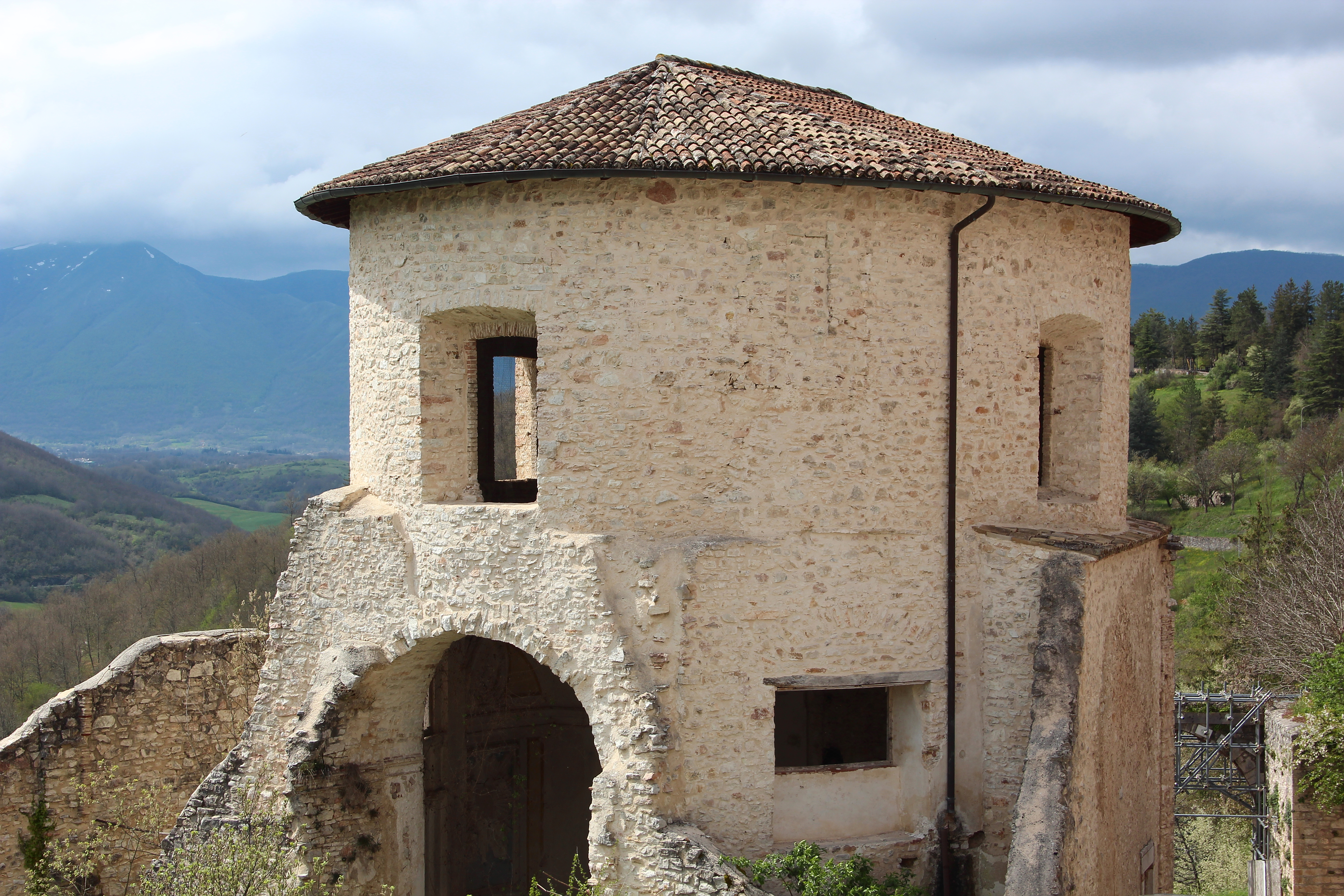
Santa Caterina